# Lili Drop
Lili Drop est un groupe de rock français.

## Biographie
Lili Drop est formé en 1978 par Olivier Caudron (Olive) qui, peu de temps auparavant, a accompagné la naissance de Téléphone avec Jean-Louis Aubert avec qui il partit en voyage aux Etats Unis et à qui, plus tard, il inspirera la chanson Alter ego. Guitariste au sein du groupe rock Diesel, plume et goudron, il en est évincé car jugé trop électron libre... Le groupe se compose de trois membres : Olive, dit aussi Mao, auteur-compositeur-interprète, Violaine (Sylvie Méoule), batteuse et Kôrin (Körin Ternovtzeff, future Enzo Enzo), bassiste. Le premier titre, Sur ma mob, sort en 1979 et reste le plus connu du groupe. Hymne à la jeunesse et à la liberté, il est très diffusé en radio. Mais, mal distribué chez les disquaires, le 45 tours ne se vend pas à plus de 35 000 exemplaires.
Le groupe cesse d'exister après le Printemps de Bourges 1983. Sans Violaine ni Körin, il se reforme le temps de deux concerts à Paris, en 1988 et en 2005 quelques mois avant le décès d'Olive. 
Soutenu par une partie de la profession, Richard Kolinka cherche à faire rééditer les albums en CD dans les années 2000, avant que le chanteur Olive ne décède en janvier 2006.
Malgré le réel talent musical d'Olive, Lili Drop reste une aventure avortée, du fait de la faible promotion commerciale du groupe par la maison de disques et de l'héroïnomanie d'Olive.